# Bronîțka Huta, Novohrad-Volînskîi
Bronîțka Huta (în ucraineană Броницька Гута) este o comună în raionul Novohrad-Volînskîi, regiunea Jîtomîr, Ucraina, formată numai din satul de reședință.

## Demografie
Componența lingvistică a comunei Bronîțka Huta
     Ucraineană (98,65%)
     Rusă (1,26%)
     Alte limbi (0,1%)
Conform recensământului din 2001, majoritatea populației comunei Bronîțka Huta era vorbitoare de ucraineană (98,65%), existând în minoritate și vorbitori de rusă (1,26%).